# Levantar a França
Levantar a França (em francês, Debout la France) é um partido político francês fundado por Nicolas Dupont-Aignan em 1999 sob o nome Levantar a República (Debout la République, DLR) sendo um partido "genuinamente gaullista", uma cisão do Reagrupamento para a República (RPR). Foi relançado novamente em 2000 e 2002, e realizou seu congresso inaugural como um partido autônomo em 2008. No congresso 2014 seu nome foi mudado a Levantar a França (Debout la France).
É liderado por Dupont-Aignan e tem um assento na Assembleia Nacional. Dupont-Aignan disputou a eleição presidencial de 2012 e recebeu 644.043 votos no 1º turno, ou 1,79% dos votos válidos, terminando em sétimo lugar. Em 2007, ele não conseguiu conquistar as 500 assinaturas exigidas por políticos eleitos para participar das eleições presidenciais de 2007. Ele desistiu sem apoiar nenhum candidato, nem mesmo o candidato da UMP e ex-presidente Nicolas Sarkozy. No entanto, ele foi reeleito no 1º turno da eleição legislativa de 2007, sendo candidato por seu partido no 8º distrito de Essonne.
O partido é um membro de EUDemocrats, um partido político europeu eurocético. O partido foi apoiado por Nigel Farage, do UKIP, por muitos anos e ambos os partidos foram aliados para as eleições europeias 2014.

## Resultados eleitorais

### Eleições presidenciais
| Data | Candidato apoiado     | 1ª Volta | 1ª Volta  | 1ª Volta      | 2ª Volta | 2ª Volta | 2ª Volta |
| Data | Candidato apoiado     | CI.      | Votos     | %             | CI.      | Votos    | %        |
| ---- | --------------------- | -------- | --------- | ------------- | -------- | -------- | -------- |
| 2012 | Nicolas Dupont-Aignan | 7.º      | 643 907   | 1,79 / 100,00 |          |          |          |
| 2017 | Nicolas Dupont-Aignan | 6.º      | 1 689 686 | 4,73 / 100,00 |          |          |          |

### Eleições legislativas
| Data | 1ª Volta | 1ª Volta | 1ª Volta      | 1ª Volta | 2ª Volta | 2ª Volta | 2ª Volta      | 2ª Volta | Deputados | +/- | Status   |
| Data | CI.      | Votos    | %             | +/-      | CI.      | Votos    | %             | +/-      | Deputados | +/- | Status   |
| ---- | -------- | -------- | ------------- | -------- | -------- | -------- | ------------- | -------- | --------- | --- | -------- |
| 2012 | 14.º     | 151 935  | 0,59 / 100,00 |          | 14.º     | 54 530   | 0,24 / 100,00 |          | 2 / 577   |     | Oposição |
| 2017 | 13.º     | 265 451  | 1,17 / 100,00 | 0,57     | 16.º     | 17 344   | 0,10 / 100,00 | 0,14     | 1 / 577   | 1   | Oposição |

### Eleições europeias
| Data | CI.  | Votos   | %             | +/-  | Deputados | +/-     |
| ---- | ---- | ------- | ------------- | ---- | --------- | ------- |
| 2012 | 10.º | 304 585 | 1,77 / 100,00 |      | 0 / 72    |         |
| 2017 | 7.º  | 744 441 | 3,82 / 100,00 | 2,05 | 0 / 74    | Estável |